# Texico
Texico és una població dels Estats Units a l'estat de Nou Mèxic. Segons el cens del 2000 tenia 1.065 habitants.

## Demografia
Segons el cens del 2000, Texico tenia 1.065 habitants, 381 habitatges, i 278 famílies. La densitat de població era de 501,5 habitants per km².
Dels 381 habitatges en un 37,3% hi vivien nens de menys de 18 anys, en un 55,4% hi vivien parelles casades, en un 11,8% dones solteres, i en un 26,8% no eren unitats familiars. En el 23,9% dels habitatges hi vivien persones soles el 12,3% de les quals corresponia a persones de 65 anys o més que vivien soles. El nombre mitjà de persones vivint en cada habitatge era de 2,8 i el nombre mitjà de persones que vivien en cada família era de 3,34.
Per edats la població es repartia de la següent manera: un 30,8% tenia menys de 18 anys, un 8,6% entre 18 i 24, un 28,1% entre 25 i 44, un 19,7% de 45 a 60 i un 12,8% 65 anys o més.
L'edat mediana era de 34 anys. Per cada 100 dones de 18 o més anys hi havia 89,5 homes.
La renda mediana per habitatge era de 24.519 $ i la renda mediana per família de 29.554 $. Els homes tenien una renda mediana de 23.672 $ mentre que les dones 15.250 $. La renda per capita de la població era de 10.584 $. Aproximadament el 17,3% de les famílies i el 20,9% de la població estaven per davall del llindar de pobresa.

## Poblacions més properes
El següent diagrama mostra les poblacions més properes.